# Синн Сэйдж
Синн Сэйдж  (англ. Sinn Sage; род. 4 октября 1983 года) — сценический псевдоним американской порноактрисы Рэйчел Генри (англ. Rachel Henry).

## Биография
Сэйдж родилась в Аркейте, Калифорния в семье учителей. В возрасте 14 лет у неё появилось желание прийти в порноиндустрию. До прихода в порноиндустрию она работала в магазине видеоигр и в Hot Topic, а также официанткой в Olive Garden.
С 2002 года она стала сниматься в порнофильмах и с тех пор снялась в более чем 150 лентах.
В апреле 2009 года во время катания на сноуборде она сильно травмировала голову, из-за чего ей сделали операцию на мозге и ввели в кому.
Несмотря на то, что она снимается только с девушками, себя она идентифицирует как бисексуалка.

## Премии и номинации
| Год  | Премия | Категория                        | Работа | Результат |
| ---- | ------ | -------------------------------- | --- | --------- |
| 2010 | AVN    | Best All-Girl Group Sex Scene    | Belladonna’s Road Trip: Cabin Fever (вместе с Джулией Найт, Бобби Старр, Авой Роуз, Раккой Пэйдж, Алексис Тексас и Алексой Джордан)                                    | Номинация |
| 2011 | AVN    | Most Outrageous Sex Scene, Video | Party of Feet 2 (вместе с Эми Брук, Энди Сан Димас, Энн Мари Риос, Чарли Чейз, Кристина Роуз, Моник Александер, Сэмми Роудс, Эшли Орион, Тара Линн Фокс и Белладонной) | Номинация |
| 2012 | AVN    | Best All-Girl Group Scene        | Belladonna: Sexual Explorer (вместе с Белладонной и Сарой Шевон) | Номинация |
| 2012 | AVN    | Best All-Girl Group Scene        | Party of Feet 3 (вместе с Кристиной Роуз, Алексис Тексас и Энн Мари)                                                                                                   | Номинация |
| 2012 | AVN    | Most Outrageous Sex Scene        | Party of Feet 3 — Scene: «Feet, Pray, Love» (вместе с Кристиной Роуз, Алексис Тексас и Энн Мари)                                                                       | Номинация |
| 2013 | AVN    | Best All-Girl Group Sex Scene    | Girl Train 2 (вместе с Даной Деармонд и Лией Лор) | Номинация |
| 2013 | AVN    | Best Girl/Girl Sex Scene         | Dani Daniels Dare (вместе с Дэни Дэниелс) | Победа    |
| 2014 | AVN    | All-Girl Performer of the Year   | н/д | Номинация |
| 2015 | AVN    | All-Girl Performer of the Year   | н/д | Победа    |